# 刘长喜
刘长喜（1955年5月—），男，河北保定人，中华人民共和国政治人物。中央党校研究生学历，高级管理人员工商管理硕士。第十一届全国政协委员。

## 生平
1971年11月参加工作。1975年12月加入中国共产党。曾任天津市红桥区教育局政工组干部、团委副书记，团市委统战部干部、副部长、部长，天津市政府宗教事务处副处长、市政府宗教事务局副局长。1991年4月起，先后任天津市政府宗教事务局局长、党组书记。1997年12月起，先后任塘沽区委副书记、区长、区委书记，天津市委滨海新区工委副书记、开发区保税区工委书记。2008年1月任天津市政协副主席、中共天津市委统战部部长。2008年，当选第十一届全国政协委员，代表特别邀请人士，分入第五十七组。 2011年4月任市委常委，市政协副主席、市委统战部部长。2011年10月，任中共天津市委常委、统战部部长。2015年1月27日，当选政协天津市第十三届委员会副主席。2015年12月，不再担任中共天津市委常委。